# Avery Dulles
Avery Robert kardinál Dulles (24. srpna 1918 Auburn New York – 12. prosince 2008 Bronx v New Yorku) byl americký katolický duchovní, jezuita a teolog, jeden z velkých amerických teologů 20. století.

## Životopis
Jeho otcem byl John Foster Dulles, ministr zahraničí USA v letech 1953–1959, jeho strýc Allen Dulles byl prvním civilistou řídícím CIA. Ačkoliv vyrůstal v baptistickém prostředí, během studií na Harvardu se stal agnostikem, aby nakonec v roce 1940, kdy školu ukončil, definitivně konvertoval ke katolicismu. V roce 1946 vstoupil do jezuitského řádu a o deset let později se stal knězem. Doktorát získal v roce 1960 na Papežské Gregoriánské univerzitě v Římě, jako profesor teologie poté působil na Woodstock College (1960–1974), Catholic University of America (1974–1988) a poté až do své smrti na Fordham University v New Yorku. V roce 2001 jej papež Jan Pavel II. jmenoval (jako prvního amerického teologa bez biskupského svěcení) do kolegia kardinálů. Za svůj život napsal 24 knih a přes 800 studií. Často se dotýkal myšlenek druhého vatikánského koncilu. Během jeho života mu bylo uděleno 38 čestných doktorátů a řada různých ocenění. Působil i jako prezident amerických teologických společností Catholic Theological Society of America či American Theological Society. Byl taktéž členem Papežské mezinárodní teologické komise.

## Významnější publikace
- Models of the Church (1974)
- Models of Revelation (1983)
- The Catholicity of the Church (1985)
- The Assurance of Things Hoped For (1994)
- The Craft of Theology (1995)
- A History of Apologetics (2005)
- Magisterium (2007)